# Ahuehuetitla, Huejutla de Reyes
Ahuehuetitla är en ort i Mexiko.   Den ligger i kommunen Huejutla de Reyes och delstaten Hidalgo, i den sydöstra delen av landet, 190 km norr om huvudstaden Mexico City. Ahuehuetitla ligger 503 meter över havet och antalet invånare är 124.
Terrängen runt Ahuehuetitla är kuperad åt nordost, men åt sydväst är den bergig. Runt Ahuehuetitla är det ganska tätbefolkat, med 248 invånare per kvadratkilometer. Närmaste större samhälle är Huejutla de Reyes, 14,4 km nordost om Ahuehuetitla. I omgivningarna runt Ahuehuetitla växer i huvudsak städsegrön lövskog.